# Antonowo (Kaliningrad)
Antonowo (russisch Антоново, deutsch Grünwalde, Kreis Friedland, 1927–1950 Grünwalde, (Kreis Bartenstein)) ist ein Ort in der russischen Oblast Kaliningrad (Gebiet Königsberg (Preußen)). Er liegt im Rajon Prawdinsk (Kreis Friedland (Ostpr.)) und gehört zur Prawdinskoje gorodskoje posselenije (Stadtgemeinde Prawdinsk (Friedland)).

## Geographische Lage
Antonowo liegt fünf Kilometer südwestlich der heutigen Rajonshauptstadt und früheren Kreisstadt Prawdinsk (Friedland) an einer Nebenstraße (es war die ehemalige deutsche Reichsstraße 142), die von Prawdinsk in das russisch-polnische Grenzgebiet bis zum heute nicht mehr existenten Ort Schönbruch (russisch: Schirokoje,  polnisch: Szczurkowo) führt. Eine Bahnanbindung besteht nicht.

## Geschichte
Als Vorwerk war der ehemals Grünwalde genannte Ort in seiner Geschichte sehr mit der der „Muttergemeinde“ Bothkeim (russisch: Tschistopolje) verbunden. Bothkeim gehörte von 1874 bis 1928 zum Amtsbezirk Mertensdorf (russisch: Tjomkino) im Landkreis Friedland (ab 1927 Landkreis Bartenstein (Ostpr.)) im Regierungsbezirk Königsberg der preußischen Provinz Ostpreußen. Am 1. November 1928 gab der Gutsbezirk Bothkeim seine Selbständigkeit auf, und Grünwalde wurde mit Bothkeim zusammen in die Landgemeinde Deutsch Wilten (russisch: Jermakowo) im Amtsbezirk Abbarten (russisch: Prudy) eingegliedert.
1945 kam Grünwalde mit dem nördlichen Ostpreußen zur Sowjetunion und erhielt 1950 die Bezeichnung „Antonowo“. Bis zum Jahr 2009 war der Ort innerhalb der seit 1991/92 russischen Oblast Kaliningrad in den Poretschenski sowjet (Dorfsowjet Poretschje (Allenau)) eingegliedert und ist seitdem – aufgrund einer Struktur- und Verwaltungsreform – eine als „Siedlung“ eingestufte Ortschaft innerhalb der Prawdinskoje gorodskoje posselenije (Stadtgemeinde Prawdinsk (Friedland)) im Rajon Prawdinsk.

## Kirche
Mit seiner überwiegend evangelischen Bevölkerung war Grünwalde bis 1945 in das Kirchspiel Prawdinsk (Friedland) im gleichnamigen Kirchenkreis innerhalb der Kirchenprovinz Ostpreußen der Kirche der Altpreußischen Union eingepfarrt.
Auch heute besteht die kirchliche Bindung Antonowos nach Prawdinsk, dessen evangelische Gemeinde nun jedoch Filialgemeinde der Auferstehungskirche in Kaliningrad (Königsberg) ist. Sie gehört zur Propstei Kaliningrad in der Evangelisch-Lutherischen Kirche Europäisches Russland (ELKER).